# Tadeusz Pióro (biolog)
Tadeusz Wacław Pióro (ur. 29 października 1956 w Kielcach, zm. 21 kwietnia 2020 w Rzeszowie) – polski biolog, epidemiolog, samorządowiec, od 2010 do 2014 radny Sejmiku Województwa Podkarpackiego, od 2013 do 2014 członek Zarządu Województwa Podkarpackiego, od 2014 do 2018 burmistrz Sanoka.

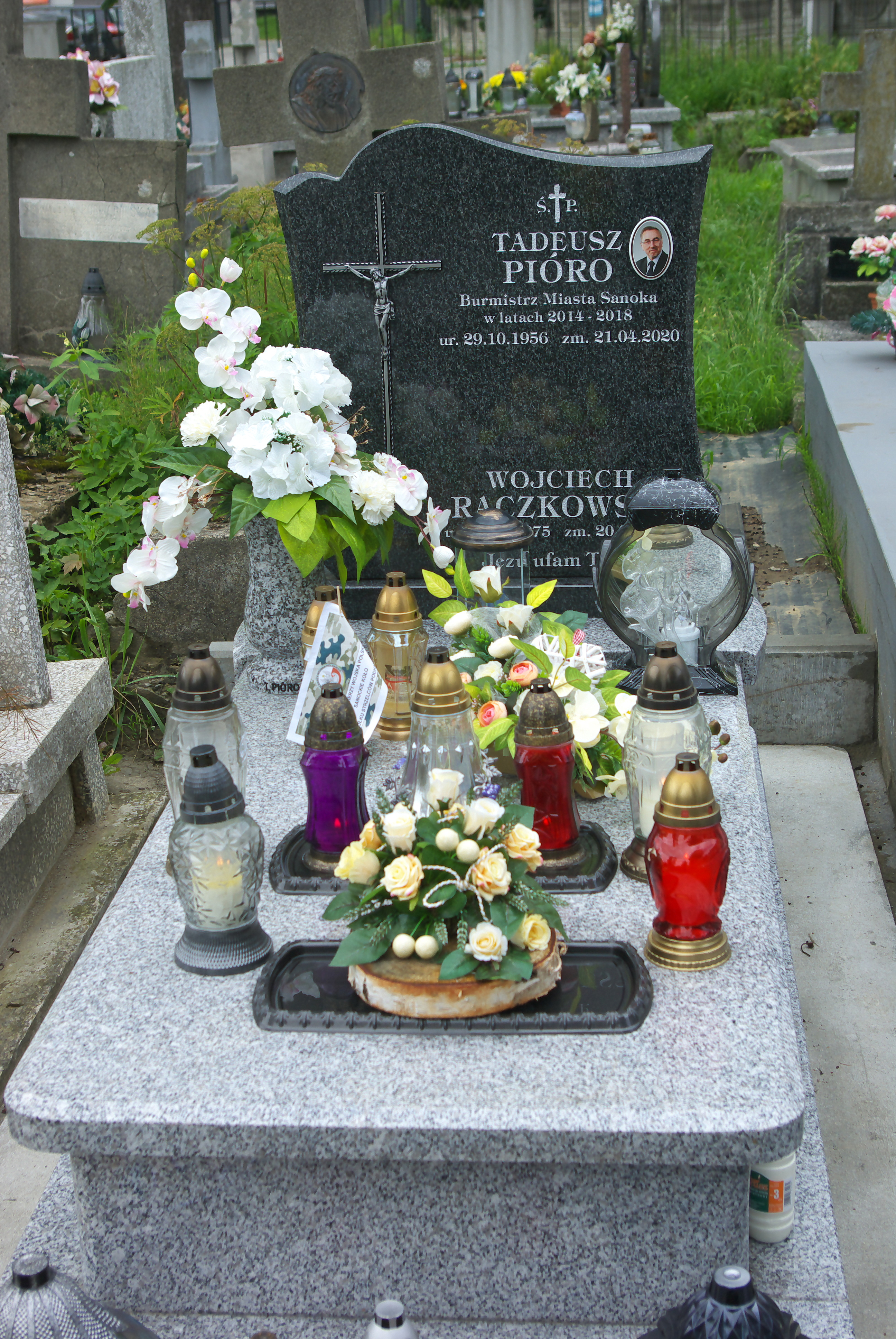
Nagrobek Tadeusza Pióro

## Życiorys
Urodził się w Kielcach jako syn Henryka i Heleny. Ukończył studia z biologii na Wydziale Biologii i Nauk o Ziemi Uniwersytetu Jagiellońskiego. Uzyskał uprawnienia specjalisty I stopnia z epidemiologii, II stopnia z higieny. Od 1979 podjął pracę w Inspekcji Sanitarnej. Na początku lat 90. był zastępcą dyrektora Wojewódzkiej Stacji Sanitarno-Epidemiologicznej w Sanoku. 1 września 2004 został dyrektorem Powiatowej Stacji Sanitarno-Epidemiologicznej w Brzozowie i równolegle Państwowym Powiatowym Inspektorem Sanitarnym w Brzozowie. Ukończył dwuletnie studnia podyplomowe w zakresie „Zdrowia Publicznego” w Instytucie Medycyny Pracy w Łodzi. Był kierownikiem specjalizacji dla ponad 30 pracowników służby zdrowia z województwa podkarpackiego.
Do 2005 był członkiem rady nadzorczej Fundacji Zdrowia Na Rzecz Szpitala w Sanoku. W wyborach samorządowych 1998 bez powodzenia kandydował do Rady Powiatu Sanockiego z listy Akcji Wyborczej Solidarność. W wyborach samorządowych 2010 startował z listy Prawa i Sprawiedliwości i uzyskał mandat radnego Sejmiku Województwa Podkarpackiego IV kadencji uzyskując 4002 głosy. Przystąpił do Klubu Radnych Prawo i Sprawiedliwość. Został członkiem Komisji Ochrony Zdrowia, Polityki Prorodzinnej i Społecznej, Komisji Rolnictwa, Rozwoju Obszarów Wiejskich i Ochrony Środowiska oraz Komisji Bezpieczeństwa Publicznego i Zatrudnienia. 27 maja 2013 został członkiem Zarządu Województwa Podkarpackiego. W wyborach do Parlamentu Europejskiego w 2014 startował z listy Prawa i Sprawiedliwości w okręgu nr 9 w Rzeszowie i nie uzyskał mandatu eurodeputowanego zdobywając 3 912 głosów. W wyborach samorządowych w Polsce w 2014 startował ponownie do Sejmiku Województwa Podkarpackiego z listy Komitet Wyborczy Prawo i Sprawiedliwość, uzyskując mandat radnego (14343 głosów). Jednocześnie ubiegał się o urząd burmistrza Sanoka, a jego kandydaturę wsparł komitet honorowy. W I turze wyborów 16 listopada 2014 uzyskał wynik 4671 głosów (33,3%). Przed II turą jego kandydaturę została poparta przez kandydatkę PSL, Alicję Wosik. W II turze w dniu 30 listopada 2014 osiągnął wynik 6140 głosów (50,42%) i wygrał różnicą 103 głosów z dotychczasowym burmistrzem Sanoka, Wojciechem Blecharczykiem. W dniu 28 listopada 2014 objął mandat radnego Sejmiku Województwa Podkarpackiego, który został wygaszony 3 grudnia 2014 w związku z objęciem funkcji burmistrza Sanoka. 8 grudnia 2014 złożył ślubowanie i został formalnie zaprzysiężony na urząd burmistrza miasta Sanoka, wiceburmistrzami zostali Edward Olejko i Piotr Uruski; jednocześnie Tadeusz Pióro został wybrany przez Radę Miasta Sanoka delegatem do Związku Miast Polskich. W wyborach samorządowych 2018 ubiegał się o reelekcję na urzędzie burmistrza Sanoka, w I turze 21 października 2018 zdobył największą liczbę głosów – 5 415 (35.27%), zaś w II turze 4 listopada 2018 uzyskał 5974 głosów (40.93%), przegrywając z Tomaszem Matuszewskim.
19 listopada 2019 został p.o. dyrektora Klinicznego Szpitala Wojewódzkiego nr 1 w Rzeszowie. Zmarł w tej placówce 21 kwietnia 2020. Został pochowany na Cmentarzu Centralnym w Sanoku 24 kwietnia 2020. Mieszkał w Sanoku, był żonaty, miał syna i córkę.

## Odznaczenia i wyróżnienia
- Złoty Krzyż Zasługi (postanowieniem prezydenta RP Lecha Kaczyńskiego z 9 marca 2010 na wniosek Ministra Zdrowia za zasługi w działalności na rzecz promocji zdrowia oraz przeciwdziałania uzależnieniom wśród dzieci i młodzieży)[30][31]
- Srebrny Krzyż Zasługi (2001)[32]
- Odznaka Honorowa „Za Zasługi dla Ochrony Zdrowia”
- Medal za Zasługi dla Ochrony Przyrody (2015)[33]
- Srebrna Odznaka „Zasłużony dla Hufca ZHP Ziemi Sanockiej” (2016, za wspieranie pracy harcerskiej)[34]
- Medal Państwowej Wyższej Szkoły Zawodowej im. Jana Grodka w Sanoku (2016)[35][36]
- Dyplom Honorowego Członka Sanockiego Towarzystwa Muzycznego (2016)[37]
- Srebrna odznaka honorowa TG „Sokół” w Sanoku (2017)[38]
- Medal okolicznościowy Święta Policji w Sanoku (2017)[39]
- Jubileuszowa Złota Odznaka z okazji 95. rocznicy powstania Polskiego Związku Łyżwiarstwa Szybkiego (2017)[40]
- Podkarpacka Nagroda Samorządowa dla najlepszego burmistrza / prezydenta województwa podkarpackiego w kadencji 2014-2018 oraz w powiązaniu z tymże nagroda Prezydenta RP Andrzeja Dudy w postaci wiecznego pióra dla Laureata XVIII edycji Podkarpackiej Nagrody Samorządowej[41][42]
- Krzyż Kawalerski Orderu Odrodzenia Polski (postanowieniem prezydenta RP Andrzeja Dudy z 18 listopada 2019 za wybitne zasługi na rzecz społeczności lokalnej i rozwoju regionalnego, za osiągnięcia w pracy samorządowej oraz działalności publicznej i społecznej)[43]